# Лирас, Панагис
Панагис Лирас (англ. Panayis Lyras, греч. Παναγής Λύρας; род. 1953, Афины) — американский пианист греческого происхождения.
В шесть лет учился в Афинской консерватории. В 1966 г. вместе с семьёй эмигрировал в США. Учился в Джульярдской школе у Адели Маркус, позднее занимался под руководством Хорхе Болета. В 1976 г. выиграл Международный конкурс пианистов имени Капелла, в 1979 г. — Международный конкурс пианистов имени Джины Бахауэр, в 1981 г. занял второе место на Конкурсе имени Вэна Клайберна. Критика отмечала преимущественную склонность Лираса к романтическому репертуару, хотя и пеняя ему иной раз на сухость тона.
Профессор фортепиано Школы музыки Университета штата Мичиган.